# 票據法
票據法為規範票據關係之法律。

## 各國規定
在中国大陆和台湾，《票據法》所規範的票據僅限匯票、本票以及支票三種。

## 外部連結
- 中華民國票據法全文 （页面存档备份，存于）
- 中华人民共和国票据法 （页面存档备份，存于）